# Кассандра Сальвиати
Касса́ндра (фр. Cassandre), традиционно Кассандра Сальвиати (итал. Cassandra Salviati, 1531-?) — адресат одного из сборников сонетов французского поэта эпохи Возрождения Ронсара «Любовные стихи к Кассандре».
Как это часто случается с героинями лирики Ренессанса, неизвестно, является ли её образ обобщением черт конкретной женщины или это поэтический символ (ср. Лаура (Петрарка)), хотя традиционно принято считать, что ею была благородная дама из рода Сальвиати.

## В поэзии Ронсара
Французский поэт воспевал в своих стихах многих женщин, но три из них завоевали наибольшую известность — Кассандра (1-й цикл), Мари («Вторая книга любви», 1556) и Елена («Третья книга любви»).
В твоих объятьях даже смерть желанна. 

Что честь и слава, что мне целый свет, 

Когда моим томлениям в ответ 

Твоя душа заговорит нежданно!

Пускай в разгроме вражеского стана 

Герой, что Марсу бранный дал обет, 

Своею грудью, алчущей побед, 

Клинков испанских ищет неустанно, —

Но, робкому, пусть рок назначит мне 

Сто лет бесславной жизни в тишине 

И смерть в твоих объятиях, Кассандра.

И я клянусь: иль разум мой погас, 

Иль этот жребий стоит даже вас, 

Мощь Цезаря и слава Александра!
«Образ возлюбленной у Ронсара, — отмечал Ю. Б. Виппер, — прежде всего воплощение идеала поэта, его представлений о красоте и совершенстве. Конечно, в основе стихотворных циклов, посвященных трем воспетым Ронсаром женщинам, лежит каждый раз реальное чувство к реальному, а не вымышленному лицу. Интенсивность этого чувства недооценивать не следует». «Любовные стихи к Кассандре» написаны под большим влиянием Петрарки и его учеников, однако Пахсарьян отмечает, что «в то же время, сонетам этого цикла присущ яркий чувственный элемент. Он здесь гораздо ярче ощутим, чем в изысканной, но очень условной и поэтому холодноватой поэзии петраркистов. Кассандра не превращается в поэтическую фикцию. Это живая женщина, и все вокруг неё живое».
Во многих строках Ронсар также обыгрывает, что Кассандрой звали и знаменитую древнегреческую предсказательницу.
Образ Кассандры был центральным в лирике Ронсара в течение почти 10 лет. Кассандра упоминается и во 2-м цикле сонетов (где в качестве объекта страсти простолюдинка сменила патрицианку), который написан с использованием двенадцатисложного александрийского стиха, (заменившего десятисложник сонетов к Кассандре), в дальнейшем ставшим основным размером классицистической драматургии и высокой поэзии во Франции.
В 1569 году, снова встретив давнюю возлюбленную, он написал поэму «К Кассандре».

## Личность Кассандры Сальвиати

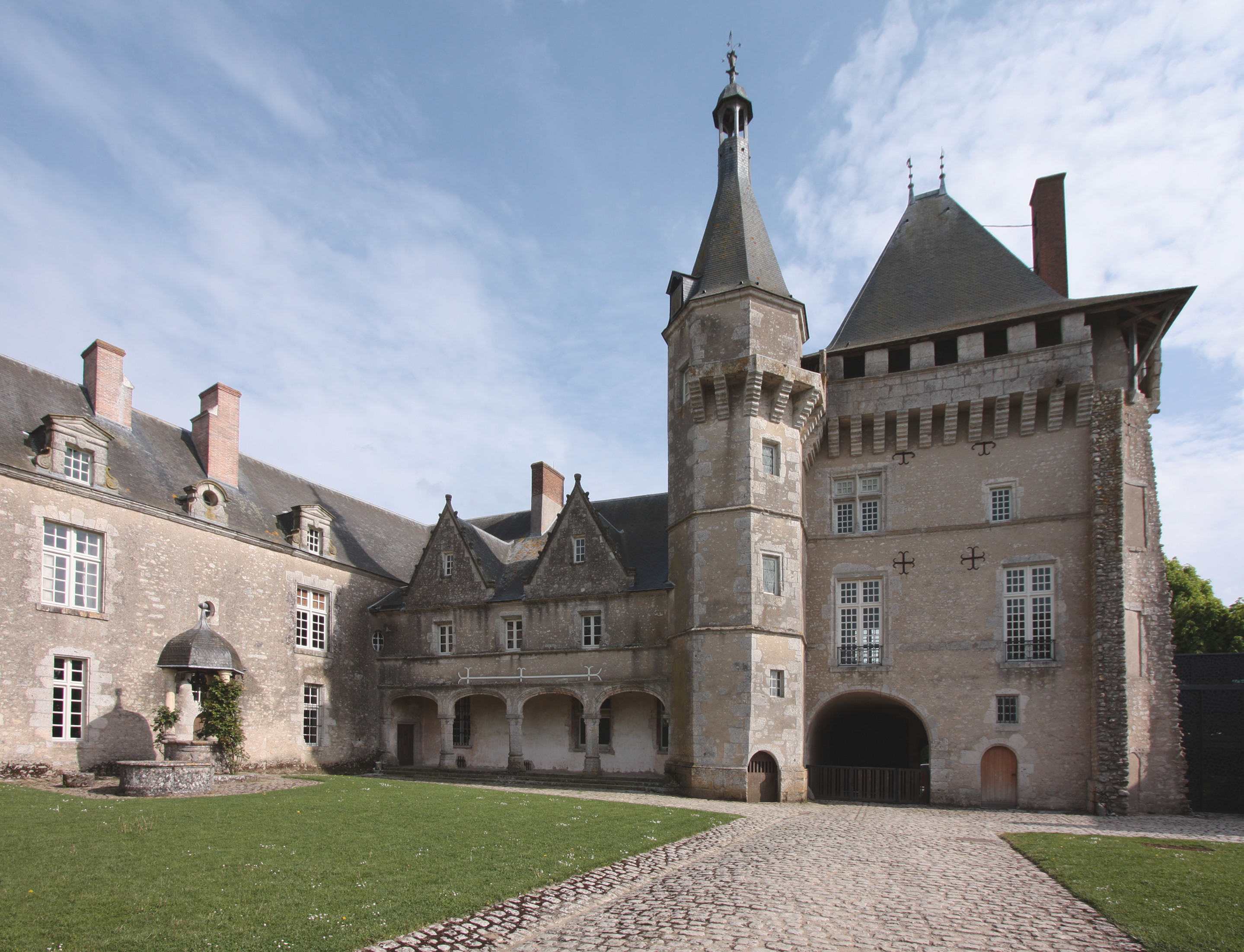
Замок Тальси на Луаре, построенный отцом Кассандры Сальвиати

Кассандру традиционно принято отождествлять с Кассандрой Сальвиати, дочерью итальянского кондотьера и кардинала Бернардо Сальвиати (очевидно, побочной). Имя её матери неизвестно. Её семья происходила из Флоренции, уехав оттуда в свите будущей королевы Екатерины Медичи, девушка жила с родителями в шато де Тальси близ Блуа, где родилась. Кассандра принадлежала к знатному роду — её отец был родным братом Марии Сальвиати (матери Козимо I, великого герцога Тосканского) и двоюродным братом отца Екатерины Медичи, то есть Кассандра приходилась знаменитой королеве троюродной сестрой.
Из его стихов ясно, что в 15-летнем возрасте 21 апреля 1546 года (вариант — в 1545) она познакомилась с 23-летним поэтом в королевской резиденции в Блуа. В ноябре 1546 Кассандра Сальвиати замуж за Жана Пейне, сеньора де Пре (Jean Peigné, seigneur de Pré), соседа Ронсара.

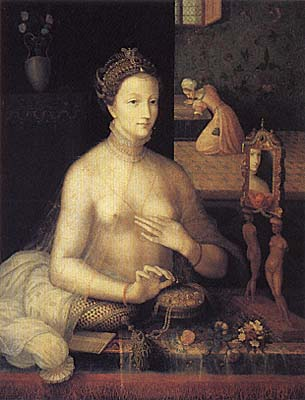
Во французской живописи творчество Ронсара хронологически совпадало с расцветом школы Фонтенбло, и несохранившиеся портреты Кассандры Сальвиати могли быть написаны в похожем стиле (Франсуа Клуэ, «Дама за туалетом», 1559)

Указывается, что прямым потомком дочери Кассандры был Альфред де Мюссе — 9 ноября 1580 года на ней женился его прямой предок Гийом де Мюссе. В своей знаменитой пьесе «Лоренцаччо» об убийстве флорентийского герцога Алессандро Медичи де Мюссе вывел, соответственно, одного из родственников Кассандры — Джулиано Сальвиати.
В её племянницу Диану Сальвиати (дочь её брата Джованни) был влюблен поэт Агриппа д’Обинье, указывают, что с этим был связан интерес Агриппы к творчеству Ронсара. Затем Агриппа перенес свои чувства на кузину Дианы — Маргариту.
Когда ты, встав от сна богиней благосклонной,

Одета лишь волос туникой золотой,

То пышно их завьешь, то, взбив шиньон густой,

Распустишь до колен волною нестесненной —

О, как подобна ты другой, пенно-рожденной,

Когда волну волос то заплетя косой,

То распуская вновь, любуясь их красой,

Она плывет меж нимф по влаге побежденной!

Какая смертная тебя б затмить могла

Осанкой, поступью, иль красотой чела,

Иль томным блеском глаз, иль даром нежной речи?

Какой из нимф речных или лесных дриад

Дана и сладость губ, и этот влажный взгляд,

И золото волос, окутавшее плечи?
Кем именно по-настоящему была «Кассандра» Ронсара некоторое время оставалось предметом споров. Брантом называл это «псевдонимом, чтобы прикрыть правду», сам Ронсар писал, что «правда или ложь, но всепобеждающее время не сможет стереть его с мрамора». Однако истина выяснилась из слов его младшего современника Агриппы д’Обиньи, и с тех пор эта версия остается главной и единственной.
Виппер пишет: «не следует, как это иногда делалось, рассматривать „Первую книгу любви“, посвященную Кассандре, как своего рода поэтический дневник, будто бы непосредственно воспроизводящий перипетии любовного романа, пережитого Ронсаром. В последнее время преобладает мнение, согласно которому этот цикл любовных стихотворений был создан по преимуществу в 1551—1552 годах, то есть через пять-шесть лет после знакомства поэта с Кассандрой Сальвиати и через четыре года или через пять лет после того, как она вышла замуж за сеньора де Пре. А это существенно меняет и угол зрения, под которым надо рассматривать творческое своеобразие сборника».
Несмотря на то, что поэзия Ронсара полна эротических моментов, исследователи считают, что все соблазнение происходило только в воображении поэта, а Кассандра Сальвиати была добродетельной дамой.